# Dieter Schornstein
Dieter Schornstein, né le 28 juin 1940 à Aix-la-Chapelle et décédé le 19 décembre 2014 , est un pilote automobile allemand sur circuits à bord de voitures de sport type Grand Tourisme et Sport-prototypes, également propriétaire d'écurie.

## Biographie
Il dispute sa carrière de compétiteur automobile étalée sur quarante ans depuis 1975 (débuts cependant tardifs -âgé déjà de 35 ans- à Zolder en Deutscher Automobil Rundstrecken Meisterschaft (DARM), évoluant alors sur  Porsche 911 Carrera RS, et obtenant quelques victoires de classe entre 1975 et 1976 en Groupe 3).
Il récolte quatre succès en DARM durant l'année 1977, dont Sylt, Hockenheim et Mainz-Finthen sur Porsche 934/5.
Il participe aux 24 Heures du Mans à  cinq reprises entre 1978 et 1984 en se classant quatre fois dans les dix premiers, et en obtenant une  cinquième place en 1984 ainsi qu'une victoire de catégorie en 1980 (dans le Groupe 5), sur Porsche 956.
Après deux places de troisième avec Edgar Dören lors des 6 Heures de Dijon et des 6 Heures de Silverstone en 1979 sur Porsche 935 (également 4e aux 1 000 kilomètres du Nürburgring), il remporte les 6 Heures de Silverstone en 1981 (avec Walter Röhrl  et Harald Grohs, également sur 935 -version J-).
En 1982 il termine à la septième place des Deutsche Tourenwagen Masters, puis il se retire de la compétition en 1984.
En 2001 son fils prend sa succession à la tête de son entreprise de construction métallique. Il se met alors à disputer régulièrement les 24 Heures du Nürburgring jusqu'en 2013, avec une Porsche 911 GT3  (997). Il remporte l'épreuve à 72 ans en 2012 dans la catégorie SP7 avec le Kremer Racing, après avoir terminé troisième en 2002 puis deuxième en 2005 de celle A7.